# 羅廣
羅廣（1422年—？），字大用，河南光州固始縣人，明朝政治人物。進士出身。

## 生平
景泰元年（1450年）庚午科河南鄉試第三十六名。天順元年（1457年）丁丑科會試第一百三十二名，殿試登進士第三甲第一百四十一名。

## 家族
曾祖父羅實四。祖父羅文六。父亲羅興禮。